# Waggonfabrik Dessau – Triebwagen mit 5,80 m Achsstand
Die Triebwagen mit einem Achsstand von 5,80 m der Dessauer Waggonfabrik wurden für einigen Kleinbahnen der Kleinbahnabteilung des Provinzialverbandes Sachsen und von der Zschipkau-Finsterwalder Eisenbahn-Gesellschaft in der Niederlausitz beschafft.
Die Fahrzeuge erhielten bei der Kleinbahnabteilung des Provinzialverbandes Sachsen später eine einheitliche durchgängige Bezeichnung. Alle nach dem Zweiten Weltkrieg noch erhaltenen Fahrzeuge wurden nach 1945 von der Deutschen Reichsbahn übernommen und als Reihe VT 135.5 bezeichnet. Einige Fahrzeuge erhielten nach 1970 die EDV-Bezeichnung DR-Baureihe 186. Das letzte Fahrzeuges wurde 1972 ausgemustert, erhalten geblieben ist keines.

## Konstruktive Merkmale
Das erste bekannte Fahrzeug dieser Serie wurde 1932 von der Zschipkau-Finsterwalder Eisenbahn-Gesellschaft beschafft. Ursprünglich waren sie ohne Zug- und Stoßeinrichtung ausgeführt und lediglich für den Einwagenbetrieb ausgelegt. Ausführungen mit Zug- und Stoßeinrichtung ergaben sich aus den betrieblichen Forderungen, als die Zahl der Sitzplätze nicht ausreichend war und die Mitführung eines Beiwagens notwendig wurde.
Weitere Triebwagen wurden für den Betrieb mit Beiwagen geliefert, anfangs noch mit derselben Motorisierung. Lieferdaten wie Fabriknummern sind in den seltensten Fällen bekannt. Äußere Merkmale wie Fensterteilungen oder nach außen aufschlagende Türen in den Vorräumen sprechen für eine Kleinserie.
Von den äußeren Abmessungen (Länge des Wagenkastens, Breite, Achsstand) sind alle Fahrzeuge gleich. Unterschiede ergaben sich in der Ausstattung (unterschiedliche Sitzplatzanzahl, Gepäck-, Postraum, Puffer) mit der Folge von unterschiedlichen Gewichten und der Länge über Puffer.
Angetrieben wurden die Fahrzeuge von einem Vierzylinder-Viertakt-Dieselmotor OM 65 von Mercedes-Benz. Seine Motorleistung betrug lediglich 48 kW (65 PS), die für einen Betrieb mit Beiwagen zu gering war. Deshalb wurden schon ab 1936 einzelne Fahrzeuge ab Werk mit dem Sechszylinder-Viertakt-Dieselmotor OM 67 vom selben Hersteller ausgerüstet, der 70 kW (95 PS) leistete. In den 1950er Jahren wurde bei den meisten Triebwagen der verbrauchte Originalmotor durch einen des Industrieverbandes Fahrzeugbau (IFA) ersetzt. (Üblich waren zu der Zeit die Reihen-Vier- und -Sechszylinder-Dieselmotoren der Einheitsmotorenbaureihen EM 4 und EM 6.) Die Kraftübertragung erfolgte über das Mylius-Getriebe und ein Achswendegetriebe, das mit einer Drehmomentenstütze versehen war. Beheizt wurden sie mit einer Warmwasserheizung, die so ausgelegt war, dass bei −20 °C Außentemperatur eine Innentemperatur von +20 °C erreicht werden konnte.

## Geschichte

### Kyffhäuser Kleinbahn T 1
Dieses Fahrzeug war der zweite Triebwagen, der ab 1935 als KhKB T 1 auf der Kyffhäuser Kleinbahn AG (KhKB) eingesetzt wurde. Zuvor war schon der spätere VT 137 516 von 1925 bis 1927 im Einsatz. Der Triebwagen aus Dessau wurde zusammen mit der Kleinbahn-AG in Genthin und der Altmärkischen Kleinbahn beschafft. Das Fahrzeug erhielt bei der Kleinbahnabteilung des Provinzialverbandes Sachsen später die Bezeichnung T 32.
Das Fahrzeug war leistungsmäßig zu schwach, so dass es 1937 durch den T 31 der Genthiner Eisenbahn ersetzt wurde. Dieses Fahrzeug hatte nach einem Umbau bereits einen Motor mit 59 kW (80 PS) Leistung. Der KhKB T 1 wurde daraufhin in den verkehrsschwachen Zeiten vorwiegend als Solofahrzeug eingesetzt.
Während des Zweiten Weltkrieges war es mit einem Holzvergaser ausgestattet, was mit leistungsmäßigen Einbußen verbunden war. Nach der Übernahme durch die Deutsche Reichsbahn 1950 war der inzwischen als VT 135 518 bezeichnete Triebwagen in Nordhausen beheimatet. Dort blieb er über zwei Jahrzehnte im Einsatz. 1969 wurde er abgestellt und 1970 ausgemustert, nachdem er noch die EDV-Bezeichnung 186 012-1 erhalten hatte.

### Altmärkische Kleinbahn T 2 und T 3
Altmärkische Kleinbahn T 2 war der zweite Triebwagen, der 1935 auf den Altmärkischen Kleinbahnen eingesetzt wurde. Zuvor war schon der spätere VT 137 516 im Einsatz gewesen. Der Altmärkische Kleinbahn T 2 wurde zusammen mit der Kyffhäuser Kleinbahn AG (KhKB) beschafft, da die Finanzen der Gesellschaft für die Beschaffung eines Triebwagens nicht ausreichten. 1937 wurde der zweite Triebwagen Altmärkische Kleinbahn T 3 gekauft. Beide Triebwagen erhielten bei der Kleinbahnabteilung des Provinzialverbandes Sachsen später die Bezeichnung T 33 und T 35.
Die Fahrzeuge waren ähnlich dem T 1 der Kyffhäuser Kleinbahn und dem T 2 der Stendaler Kleinbahn. Der T 2 war bei den Altmärkischen Kleinbahnen Stammfahrzeug und bis zuletzt eingesetzt. Es existiert ein Betriebsfoto von 1936, bei einer Fahrzeugsichtung 1946 war der Triebwagen mit enthalten. 1952 hatte der Triebwagen einen Unfall mit einem Motorradfahrer an einem Bahnübergang. Als Heimatdienstbezirk wird 1950, 1955 und 1960 die RBD Magdeburg angegeben, 1965 und 1970 wird das Bahnbetriebswerk Aschersleben als zuständige Dienststelle genannt.
Betrieblich war der T3 im Bahnbetriebswerk Stendal beheimatet und dort zusammen mit dem T 2 der Kleinbahn Osterburg–Pretzier eingesetzt. 1966 wurde der nach 1945 als VT 135 532 bezeichnete Triebwagen abgestellt, die Ausmusterung erfolgte 1969. Der Triebwagen wird bei einer Sichtung 1946 mit erwähnt, zudem existiert ein Foto von 1965.
Der T 2 war länger im Einsatz als der zwei Jahre später gelieferte T 3. Bei der DR erhielt dieser die Nummer VT 135 522 und später die EDV-Bezeichnung 186 016-2. Als Ausmusterungsdatum wird 1971 angegeben. Die Fahrzeuge wurden von der DR-Baureihe VT 2.09 abgelöst.

### Stendaler Kleinbahn T 2
1935 entstand dieses Fahrzeug als zweites Fahrzeug für die Stendaler Kleinbahn. Zuvor besaß die Kleinbahn seit 1925 den Stendaler Kleinbahn Nr. 97. Offensichtlich sollte für dieses Fahrzeug eine Ergänzung beschafft werden, denn 1937 wurde der Triebwagen T 1 gegen einen anderen DWK-Triebwagen getauscht. Der Stendaler Kleinbahn T 2 erhielt später bei der Kleinbahnabteilung des Provinzialverbandes Sachsen die Bezeichnung T 34.
Der Triebwagen war während seiner Betriebszeit auf dem Streckennetz der Stendaler Kleinbahn im Einsatz und dort Stammfahrzeug. Bei der Übernahme durch die Deutsche Reichsbahn (neue Bezeichnung: VT 135 523) betrug dessen Leistung 90 PS. Der Triebwagen war bis 1970 in Stendal beheimatet und bekam die EDV-Bezeichnung 186 017-0. Das Fahrzeug ist 1971 ausgemustert worden. Verschrottungsdaten liegen nicht vor.

### Genthiner Kleinbahn T 1 und T 2
Der Genthiner Kleinbahn T 1 wurde 1935 als erstes Fahrzeug von der Kleinbahn-AG Genthin-Ziesar beschafft. Bereits 1930 interessierte sich die Gesellschaft für alternative Antriebssysteme. Die bei der Gardelegen-Haldensleben-Weferlinger Eisenbahn eingesetzten Doppelstock-Schienenbusse entsprachen jedoch nicht den Wünschen. Aus Kostengründen wurde der T 1 aus Dessau mit der Kyffhäuser Kleinbahn AG und der Altmärkischen Kleinbahn zusammen gekauft. Die Motorleistung des Fahrzeuges war mit 65 PS für den Beiwagenbetrieb zu schwach gewählt. Der Triebwagen musste deshalb größtenteils als Solofahrzeug verkehren. Von der Kleinbahnabteilung des Provinzialverbandes Sachsen erhielt er später die Bezeichnung T 31.
Nach dem Krieg war der als VT 135 524 bezeichnete Wagen im Bahnbetriebswerk Stendal beheimatet. Ausgemustert wurde er 1971, nachdem er noch die Bezeichnung 186 018-8 erhalten hatte.
Der Genthiner Kleinbahn T 2 wurde zwei Jahre nach dem T 1 gekauft. Er wurde ab Werk mit einem Motor mit einer Leistung von 95 PS ausgerüstet. Vom Sachsenwerk Stendal wurde ein passender zweiachsiger Beiwagen mitgeliefert. Von der Kleinbahnabteilung des Provinzialverbandes Sachsen erhielt der Triebwagen später die Bezeichnung T 38.
1950 ist das Fahrzeug im Stationierungsverzeichnis mit unbekannt ausgewiesen. Von der Deutschen Reichsbahn wurde der Triebwagen unter der Nummer VT 135 546 geführt. 1955 und 1960 war er in Jerichow beheimatet, 1965 wurde er in Bad Langensalza geführt, zuletzt war er in Güsten beheimatet. 1971 wurde der Triebwagen, der noch die EDV-Bezeichnung 186 033-7 erhielt, abgestellt. Die Z-Stellung und die Ausmusterung folgten ein Jahr später.

### Zschipkau-Finsterwalder Eisenbahn Nr. 31 und 32
1932 und 1933 kaufte die Zschipkau-Finsterwalder Eisenbahn-Gesellschaft (ZFE) von der Waggonfabrik Dessau je einen Triebwagen dieses Typs, um lokbespannte Züge durch Triebwagen zu ersetzen. Sie konnten auf Grund ihres geringen Platzangebotes nur in verkehrsschwachen Zeiten eingesetzt werden. Bei Anlieferung besaßen sie keine Zug- und Stoßeinrichtung, ein undatiertes Foto zeigt einen Triebwagen jedoch mit Puffern. Abstell- und Ausmusterungsdaten sind nicht bekannt.